# Движение чаепития

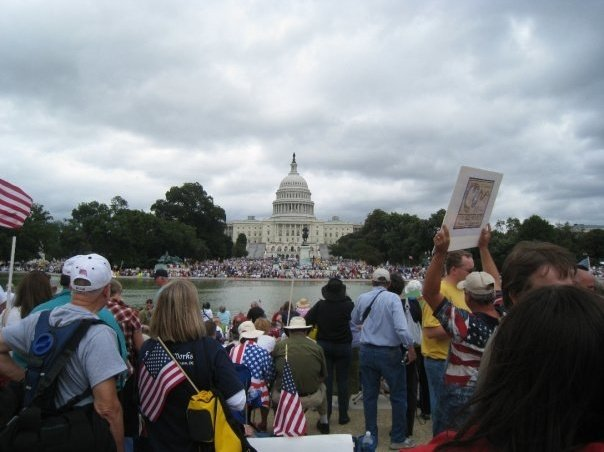
Демонстрация Движения чаепития на западной лужайке Капитолия и на Национальной аллее 12 сентября 2009 года

Движение чаепития (англ. Tea Party movement) — консервативно-либертарианское политическое движение в США, возникшее в 2009 году как серия протестов, скоординированных на местном и национальном уровне, вызванных, в том числе, актом 2008 года о чрезвычайной экономической стабилизации и реформ администрации Барака Обамы в области медицинского страхования.
Название «Движение чаепития» является отсылкой к Бостонскому «чаепитию» 1773 года — акции протеста под лозунгом «Нет налогам без парламентского представительства», в ходе которого американские колонисты уничтожили английский груз чая, событию, ставшему символичным в американской истории. Иногда название движения расшифровывают как «Taxed Enough Already» («Хватит с нас налогов»). Движение чаепития не является политической партией, и кандидаты от него не баллотируются ни в Конгресс, ни на других выборах. Некоторые республиканские кандидаты, однако, пользуются поддержкой движения. Например, видный деятель «Движения чаепития» Рэнд Пол (сын кандидата в Президенты США Рона Пола) был избран сенатором от штата Кентукки на выборах 2010 года. У движения нет центрального руководства, и его координация основана на сотрудничестве нестрого связанных местных групп.
Цели движения включают сокращение правительственного аппарата, снижение налогов и государственных затрат, сокращение национального долга и бюджетного дефицита, и соблюдение Конституции США.

## История движения
Лейтмотив «Бостонского чаепития» использовался американской публикой в борьбе за понижение налогов на протяжении десятилетий, в частности, в протестах в последний день для подачи налоговых деклараций в 1990-е и ранее. Позднее, тема «чаепития» использовалась либертарианцами для сбора средств онлайн 16 декабря 2007 года (в годовщину «Бостонского чаепития») на президентскую кампанию Рона Пола, в агитации за прекращение практики выпуска фиатных денег, за отмену Федеральной резервной системы, за вывод войск из Ирака и Афганистана, и за соблюдение прав штатов.
Движение стихийно сложилось осенью 2009 года из групп активистов, протестовавших против реформы медицинской системы. Уже в 2010 году разрозненные организации превратились в серьёзную силу, доказавшую свои возможности на парламентских выборах. Поначалу это были разрозненные группы демонстрантов, которые интуитивно не доверяли федеральной власти, которая в «директивном формате» решала важнейшие проблемы страны.

## Деятельность
С поддержкой «чаепитников» на нескольких республиканских праймериз победили крайне консервативные кандидаты. На выборах в Конгресс в 2010 году предвыборный тезис движения чаепития был прост — «остановим перемены, начатые демократами». Громкая победа республиканцев на этих выборах — избрание сенатором от Кентукки Рэнда Пола, крайне консервативного политика, одного из лидеров «Движения чаепития». Своё вступление на пост Рэнд Пол сопроводил речью-манифестом: «Мы пришли, чтобы вернуть правительство под наш контроль. Американцы недовольны тем, что происходит в Вашингтоне. И сегодня мы, кандидаты „Движения чаепития“, идем в Вашингтон с ясным лозунгом. Это лозунг фискального здравомыслия, это лозунг ограниченного конституцией правительства и сбалансированного государственного бюджета. Не государство, но предприниматели создают рабочие места. Америка достигла исключительного преуспевания потому, что мы верим в свободу, которая является священным принципом нашего общества. Потому, что мы жили согласно этому принципу и боролись за него».
К 2016 году, как отмечает «Politico», движение практически полностью прекратилось.
Движение пользовалось поддержкой ряда радиоведущих: Гленна Бека, Шона Хэннити, Марка Левина, Раша Лимбо и Расти Хамфриса 